# Serrat de la Torreta
El Serrat de la Torreta és una serra del terme municipal de Conca de Dalt, del Pallars Jussà, dins de l'antic terme d'Hortoneda de la Conca, en terres de l'antiga caseria dels Masos de la Coma.
Està situada a l'extrem nord-oriental del terme municipal, prop del límit amb el terme de Baix Pallars, del Pallars Sobirà. És a prop i al sud-oest del Roc dels Quatre Alcaldes, a la dreta del barranc de la Coma d'Orient. Queda al nord de la Torreta i del paratge del mateix nom, així com de l'Obaga de la Torreta. Fa un arc cap al nord-est en direcció al Roc dels Quatre Alcaldes. En el seu vessant de llevant hi ha els Feixancs de la Torreta.